# Peter Pütz
Peter Pütz (* 10. Mai 1935 in Menden; † 17. Juni 2003) war deutscher Professor für Germanistik an der Universität Bonn. 

## Werdegang
Er studierte Germanistik, Philosophie und Geschichte in Freiburg und Bonn. 1962 promovierte er bei Benno von Wiese. 1969 erlangte er die Habilitation in Bonn. 1970 wurde er Professor für Neuere deutsche Literatur in Gießen, 1973 wechselte er zurück nach Bonn, wo er bis zur Emeritierung im Jahr 2000 blieb. Daneben hatte er Gastprofessuren in Oxford, Chicago, Stanford, Irvine und an der Ohio State University inne. 1990/91 war er Fellow am Wissenschaftskolleg zu Berlin. Ab 1994 war er auch Korrespondierendes Mitglied der University of London.
Pütz befasste sich unter anderem mit Friedrich Nietzsche sowie der Dramentheorie.

## Werke
- Kunst und Künstlerexistenz bei Nietzsche und Thomas Mann (1963), 3. Auflage 1987, ISBN 3-416-01248-8
- Friedrich Nietzsche (1967), 2. Auflage 1975, ISBN 3476120627
- Die Zeit im Drama (1970), 2. Auflage 1977, ISBN 3-525-20726-3
- Die deutsche Aufklärung (1978) ISBN 3-534-06092-X
- Peter Handke (1982) ISBN 3518373544
- Die Leistung der Form. Lessings Dramen (1986) ISBN 3518030981
- Nachworte und Kommentare zur zehnbändigen Nietzsche-Ausgabe bei Goldmann-Klassiker (1978ff.) ISBN 3-442-90974-0
- Wiederholung als ästhetisches Prinzip (2004) ISBN 3895284610